# Jackelynne Silva-Martinez
Jackelynne Silva Martínez (Cusco, 1987) es una ingeniera mecánica y aeroespacial, traductora e intérprete en español peruana. Ha participado en simulaciones espaciales con viajes a Marte y a un asteroide.

## Biografía
Jackelynne Silva-Martinez nació en Cusco, Perú. Estudió en diferentes ciudades dentro del Perú, incluyendo Cusco, Arequipa y Lima. A los 15 años se mudó a Paterson, Nueva Jersey y se graduó de Eastside High School. Jackelynne obtuvo dos licenciaturas de la Universidad de Rutgers; uno en Ingeniería Mecánica y Aeroespacial, y otra en Traducción e Interpretación en Español. Obtuvo una Maestría en Ciencias Aeronáuticas con concentración en Factores Humanos Aviación / Sistemas Aeroespaciales de la Universidad Aeronáutica Embry-Riddle; y un segundo Máster en Ingeniería Aeroespacial con concentración en Integración de Sistemas Espaciales en el Instituto de Tecnología de Georgia.

En el año 2008, Jackelynne fue quien dio el discurso de graduación y dijo lo siguiente: 
"Desde que era niña en el Perú, me interesaba el espacio, me encantó ver fotos del espacio en las revistas. Se convirtió en un sueño mío cuando vine a los Estados Unidos para ver si trabajar en el espacio era algo que podía intentar hacer”.
En agosto del 2015 fue seleccionada para la misión Human Exploration Research Analog en la Nasa, la cual consistió en pasar 14 días en aislamiento junto a otros tres miembros de la tripulación y así estudiar el comportamiento y estado anímico durante una posible misión a un asteroide.
En noviembre de 2015, completó una segunda misión analógica como oficial ejecutiva en la Estación de Investigación Mars Desert (MDRS) en Utah. Fue la primera vez que un equipo realizó una misión de reparación mientras estaba en simulación.
En de mayo del 2017 regresó al Perú para ser parte de actividades programadas por la embajada de Norteamericana, a fin de compartir pasajes de las pruebas de investigación, en la que participó con el robot Curiosity que viajó al planeta Marte.
Actualmente trabaja en el Centro Espacial Johnson de la NASA en la Estación Espacial Internacional y en las Operaciones de Planificación de la Misión de Exploración dentro de la Dirección de Operaciones de Vuelo. 
Antes de eso, Jackelynne trabajó para Lockheed Martin Space Systems Company como ingeniera de diseño mecánico de antenas y como ingeniera de integración y prueba de sistemas para programas de satélites comerciales y gubernamentales.
Jackelynne es fundadora del Centro de Ciencia, Liderazgo y Cultura, el cual dio inicios en Connecticut y ahora presenta programas de desarrollo profesional con concentración en ciencia, tecnología, ingeniería, arte y matemática (STEAM sus siglas en inglés). 
Ella y su esposo tienen un hijo y una hija. Le gusta leer, viajar, bailar y aprender de diferentes culturas. Sus intereses incluyen vuelos espaciales humanos, operaciones de misión, arquitectura espacial, ingeniería de sistemas, gestión de proyectos, iniciativas STEM y STEAM.

## Premios y reconocimientos
Ha recibido los siguientes premio y reconocimientos
| Premios y reconocimientos                                                   | Lugar                                                                    | Año         |
| --------------------------------------------------------------------------- | ------------------------------------------------------------------------ | ----------- |
| Young Space Leader Award                                                    | International Astronautical Federation                                   | 2018        |
| JSC Director Innovation Team Award                                          | NASA Johnson Space Center                                                | 2018        |
| Doctor Honoris Causa                                                        | Universidad Nacional de Piura                                            | 2018        |
| TUMI Award Homenaje a la Mujer                                              | Florida                                                                  | 2017        |
| School of Engineering Distinguished Young Alumna                            | Rutgers University                                                       | 2016        |
| Peruvian American National Council Award                                    | Washington D. C.                                                         | 2016        |
| Homenaje a la Mujer Hispana Award                                           | City of Hartford                                                         | 2016        |
| MSL Prime Mission Science and Operations Team Award                         | Jet Propulsion Laboratory                                                | 2015        |
| Space Studies Program Scholarship                                           | International Space University                                           | 2015        |
| Lady Mamie Ngan Memorial Scholarship                                        | American Astronautical Society                                           | 2015        |
| Latino de Oro / Golden Latino Award                                         | Identidad Latina Newspaper                                               | 2013        |
| MSL Project Operations Team Achievement Award                               | Jet Propulsion Laboratory                                                | 2013        |
| Professional of the Year                                                    | Peruvian Parade Inc                                                      | 2013        |
| Jet Propulsion Laboratory Award                                             | Mars Science Laboratory verification and validation tests                | 2012        |
| Development and Completion of Technical Mentoring Pilot Program Certificate | Lockheed Martin                                                          | 2010        |
| Lockheed Martin Hi-5 Award                                                  | GPS III Antenna Design Preliminary Design Review                         | 2008        |
| School of Engineering Dean's List                                           | Rutgers University                                                       | 2005 - 2006 |
| Peruvian American Political Action Recognition                              | For loyal support and contributions to the Peruvian and Latino Community | 2006        |
| Freshman Scholarship                                                        | Kean University                                                          | 2002 - 2003 |
| President's Education Award                                                 | Outstanding Academic Excellence                                          | 2002        |
| Certificate of Merit for Outstanding Senior in Science and Mathematics      | Society of Women Engineers                                               | 2002        |